# Arbitraža za določitev meje med Slovenijo in Hrvaško
Arbitražni postopek za določitev kopenske in morske meje med Republiko Slovenijo in Republiko Hrvaško pri Stalnem arbitražnem sodišču v Haagu je potekal od podpisa arbitražnega sporazuma med državama 4. novembra 2009 do izreka razsodbe 29. junija 2017. Z njim sta državi želeli dokončno razmejiti ozemlja, kjer meja od osamosvojitve obeh držav ni bila natančno določena ter končati teritorialne spore, predvsem na območju Piranskega zaliva na skrajnem jugozahodnem delu meje in ob reki Muri na severovzhodu.
Po odločitvi sodišča je Sloveniji pripadlo tri četrtine Piranskega zaliva in stik z odprtim morjem, sporni del vasi Brezovec ob Muri in tista ozemlja, kjer so se katastrske površine po evidencah obeh držav prekrivale, a je Slovenija tam aktivneje uveljavljala oblast. Tak primer je vas Draga pri Sekulićih ob Sotli, medtem ko so sporni zaselki ob reki Dragonji na jugozahodu pripadli Hrvaški. Povsod, kjer so bili katastri usklajeni, so arbitri določili mejo po njihovih mejah, ne glede na praktične okoliščine.
Slovenija se je obvezala razsodbo spoštovati, saj je arbitražni sporazum zavezujoč za obe državi, hrvaška stran pa je že julija 2015 enostransko razglasila, da izstopa iz postopka. To se je zgodilo po objavi prisluhov telefonskega pogovora med slovenskim arbitrom in predstavnico vlade o zaupnih delih postopka in domnevnih načrtih vplivanja na druge arbitre. Sodišče je po odstopu in nadomestitvi slovenskega arbitra nadaljevalo z delom in konec junija 2017 tudi izreklo razsodbo, hrvaški predstavniki pa so že pred tem v javnosti zagovarjali stališče, da arbitraža zanje »ne obstaja«. Vprašanje uveljavljanja razsodbe ostaja odprto.
Sodišče je v svoji končni odločbi jasno povedalo, da sta arbiter in agentka Republike Slovenije kršila določila arbitražnega sporazuma med Slovenijo in Hrvaško in načela arbitraže, vendar je hkrati povedalo tudi, da kršitve niso bile tako hude, da bi vplivale na končno odločitev sodišča in da sodišče ne bi nadaljevalo s svojim delom in odločilo o poteku meje med državama. Prav tako so bili po kršitvi iz spisa umaknjeni vsi prispevki, tako pisni kot ustni, slovenskega arbitra Jerneja Sekolca in tudi vsi prispevki hrvaškega arbitra Budislava Vukasa, ki je med sodelovanjem v arbitražnem tribunalu bival na hrvaškem veleposlaništvu na Nizozemskem, kar je vedelo tudi sodišče, in je po 'izstopu' Hrvaške iz postopka tudi sam odstopil kot arbiter.